# 鼠肺螨科
鼠肺螨科（学名：Pneumocoptidae）为疥螨目的一个科。

## 下级分类
本科包括以下属：
- 鼠肺螨属 Pneumocoptes Baker, 1951